# Moe Williams
Maurice Jabari „Moe“ Williams (* 26. Juli 1974 in Columbus, Georgia) ist ein ehemaliger US-amerikanischer American-Football-Spieler auf der Position des Runningbacks. Er spielte College Football an der University of Kentucky und wurde anschließend im NFL Draft 1996 von den Minnesota Vikings in der dritten Runde ausgewählt. Für die Vikings spielte er neun Saisons bis 2005, unterbrochen nur durch ein Jahr bei den Baltimore Ravens, in der National Football League (NFL).

## Karriere

### College
Williams spielte im College-Team der University of Kentucky. Er feierte dort einen aufsehenerregenden Einstand, in dem er 1993 mit 986 Yards einen Rekord für Rookies aufstellte. Er verließ das College mit 3333 Yards im Laufspiel, gefangenen Pässen für 386 Yards und 27 Touchdowns in drei Jahren.

### NFL
Die Minnesota Vikings verpflichteten Moe Williams in der dritten Runde des NFL Drafts 1996. Neun seiner zehn NFL-Jahre verbrachte er bei den Minnesota Vikings. Dort teilte er sich die Runningback-Position meist mit anderen Spielern. Er kam vor allem bei Situationen zum Einsatz, bei denen es um wenige Yards ging. In vielen Spielsituationen zeigte er auch seine Fangqualitäten und kam so in seiner Karriere zu 1511 Yards durch Passspielzüge.
Im Oktober 2005 war Williams in den "Minnesota Vikings boat cruise scandal" verwickelt und wurde wegen ungebührendem Verhalten angeklagt. Er wurde im April 2006 zu einem Bußgeld von 300 US-Dollar und 30 Stunden gemeinnütziger Arbeit verurteilt.

### Nach der aktiven Karriere
Williams kehrte 2006 dem Football den Rücken und wandte sich dem Pferdesport zu.